# Ella Maclean-Howell
Ella Maclean-Howell (* 1. September 2004 in Llantrisant) ist eine britische Radrennfahrerin.

## Sportlicher Werdegang
Maclean-Howell wuchs im walisischen Llantrisant auf und wurde durch die Olympischen Spiele 2012 in London zum Radsport animiert. Sie übte sich zunächst im Bahnradsport und fand erst zwei Jahre später zum Mountainbiken.
Als Juniorin vertrat Maclean-Howell Großbritannien bei den Mountainbike-Weltmeisterschaften 2021 und wurde Elfte. Im Sommer 2022 war sie im Cross-Country XCO britische Junioren-Meisterin und Fünfte bei den Mountainbike-Weltmeisterschaften 2022. In der U23 wiederholte sie 2023 ihren britischen Meistertitel im Cross-Country; bei den Europameisterschaften 2024 in Cheile Grădiștei kam sie auf den vierten Platz. Sie gewann zudem zweimal in ihrer Altersgruppe bei der Internationalen Mountainbike-Bundesliga in Heubach (2022, 2024). Der britische Verband nominierte sie für das olympische Mountainbike-Rennen 2024, das sie erfolgreich auf dem 23. Rang beendete, als letzte nicht überrundete Fahrerin.
In der Wintersaison ist Maclean-Howell im Cyclocross aktiv, wo sie im Januar 2022 britische Junioren-Meisterin war. Wenige Wochen später verpasste sie als Vierte nur knapp das Podium der Cyclocross-Weltmeisterschaften 2022. Bei den britischen Elite-Meisterschaften war sie 2023 und 2024 jeweils auf dem Podium und gewann Anfang 2024 ein Rennen der National Trophy Series in Bradford.
Neben den genannten Aktivitäten bestritt Maclean-Howell gelegentlich Straßenrennen, darunter die Junioren-Version von Gent–Wevelgem 2022.

## Erfolge

### Mountainbike
2022
 Britische Meisterin (Junioren) – Cross-Country XCO
2023
 Britische Meisterin (U23) – Cross-Country XCO

### Cyclocross
2021/2022
 Britische Meisterin (Junioren)